# Giovanni Andrea Doria

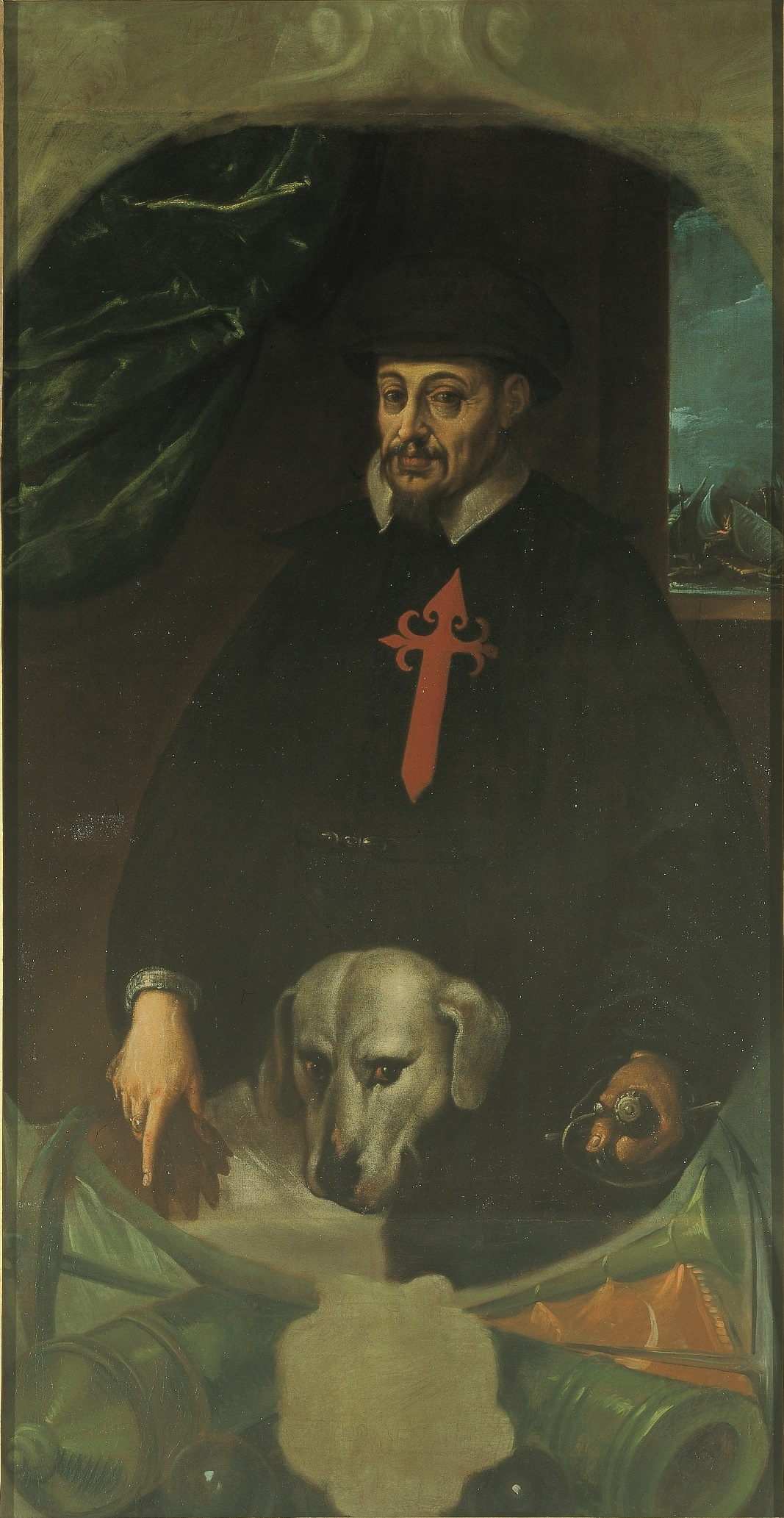
Giovanni Andrea Doria

Giovanni Andrea Doria, född 1539, död 1606, var en italiensk amiral, brorsons son och adoptivson till Andrea Doria. 
Han fick 1556 befälet över den i Filip II:s tjänst stående genuesiska flottan och anförde 1560 en spansk här vid belägringen av Tripolis. Sedan han 1564 vunnit en sjöseger över osmanerna vid Korsika blev han befälhavare för en spansk eskader som skulle hjälpa Republiken Venedig att försvara Cypern. Han gjorde dock ingen nytta i försvaret av ön, som föll för osmanerna. 1571 deltog han i slaget vid Lepanto, men där gjorde han inget större väsen av sig.